# Markt+Technik Verlag
Der Markt+Technik Verlag veröffentlicht ein umfassendes Sortiment an Büchern und Software. Schwerpunkte sind IT-Fachliteratur sowie Ratgeber und Sachbücher zu den Themen Entertainment, Fotografie, Multimedia und Wirtschaft und ein Programm an Anwendungssoftware und Spielen.

## Geschichte
Der Verlag wurde 1976 von Carl-Franz von Quadt und Otmar Weber gegründet, damals noch in der Schreibweise Markt&Technik.
Ursprünglich hatte er seinen Sitz in Haar bei München. Bekannt wurde der Verlag in den 1980er und 1990er Jahren mit Produkten wie den Computerzeitschriften 64’er,  Power Play, Happy Computer und Computer Persönlich, Fachbüchern und Software für Heimcomputer, insbesondere den Commodore 64 (beispielsweise Vertrieb von dBASE und GEOS), sowie Kompendien für Programmiersprachen und PC-Anwendungsprogramme. Hauptkonkurrent damals war Data Becker.
1984 erfolgte die Umwandlung in eine AG und der Börsengang. 1994 wurde der Verlag umbenannt in Magna Media Verlag AG und 1996 von der WEKA-Fachverlag GmbH übernommen.
In den 1990er Jahren wurde das Buchgeschäft vom Zeitschriftengeschäft getrennt.

### Fachzeitschriften
Die Weka Gruppe bringt bis heute (Stand 2025) u. a. die Zeitschrift Markt&Technik heraus.

### Fachbücher
Die Fachbuch-Sparte wurde 1999 von Pearson übernommen.
Im Februar 2013 teilte die Pearson Deutschland GmbH den Autoren mit, dass man aus wirtschaftlichen Gründen den Verlagsvertrag aufheben wolle. Ab Sommer 2013 sei vorgesehen, keine neuen Bücher mehr zu Computer- und Fotografiethemen zu veröffentlichen, weil man sich auf dem Bildungsmarkt engagieren wolle. Der Vertrieb werde bis Ende 2013 aufrechterhalten. In Deutschland waren davon die Marken Addison-Wesley und Markt+Technik betroffen.

## Neugründung
Im Mai 2014 kaufte die Braun Handels GmbH die Rechte an der Marke Markt+Technik sowie die Rechte für alle Buchreihen aus der Vergangenheit auf und gründete den Markt+Technik Verlag neu. Die Markt+Technik Verlag GmbH ist nunmehr inhabergeführt.
Heute werden neben Fachbüchern u. a. Software und Spiele vertrieben, u. a. Moorhuhn.
Der Unternehmenssitz ist in Burgthann (Landkreis Nürnberger Land).